# マイヤ
株式会社マイヤは、岩手県大船渡市に本社を置き、岩手県沿岸南部を地盤とする、食料品主体のスーパーマーケットチェーンを運営する企業である。
2014年（平成26年）10月4日にマエダ、マイヤ、おーばん、フレスコキクチの4社が経営統合を実施し、株式交換によりマークスホールディングスの完全子会社となった。
東北CGCの設立に参加している。
1961年に米谷淳（まいやきよし）が創業。その長男である米谷春夫が1991年に2代目社長に就任。2018年から井原良幸が3代目社長を務め、2025年からは白石実が4代目社長を務めている。また、米谷春夫は当社会長および親会社マークスホールディングスの相談役を兼務している。

## 歴史・概要
1960年（昭和35年）5月22日に発生したチリ地震の津波で被災した際の助成金を元手として、
精麦業や「株式会社中央映画劇場」の経営に携わっていた米谷淳（まいやきよし）が1961年（昭和36年）6月3日に大船渡市大船渡町字茶屋前101-3で「米谷商事株式会社」を設立したのが始まりである。
同年7月に社名を「株式会社主婦の店大船渡店」に変更した後、同年9月に店舗が完成してスーパーマーケットを開業した。
1980年（昭和55年）11月20日に及新が不渡手形を出して経営破綻し、「オイシンマート」はマイヤに事業継承されて同月23日に営業を再開した。
2011年（平成23年）3月11日の東日本大震災では、津波警報が出る前から従業員が顧客の避難誘導を行い、出勤していた従業員と来店していた顧客の犠牲者を出さなかった。
また、大きな被災を免れた「大船渡インター店」や被害のなかった店舗では震災当日夕方から駐車場で営業を再開して地域のライフラインとしての日常必需品の販売を行った。
しかし、本部も被災して流失し、当時の売上高の約40％を占めていた大船渡市3店舗（本店、中央店、綾里店）・陸前高田市全2店舗（高田店、リプル店）・大槌町1店舗（マスト店）の合計6店舗がそれぞれ全壊あるいは半壊で営業停止となった。
その為、主力店舗の喪失による売上減少に対応するため、翌月の4月にはパート・アルバイト約1,200名のうち約300名を一時解雇して正社員約220名のうち50名を一時帰休せざるを得なくなってしまった。
その一方で、店舗が壊滅した同月15日に陸前高田市の小学校で食料品の出張販売を開始し、同月29日からはテントによる仮設販売所を開設して営業し、同年8月4日には陸前高田市竹駒町滝の里1番に大和リースとの共同事業による仮設商業施設・滝の里店を開店させた。
こうしたライフラインを守るための営業継続が売上に繋がり、同年7月末には一時帰休した従業員の希望者全員を職場復帰させることとなった。
また、同年12月22日には大槌町のマスト店が営業再開し、同月27日には大船渡市に赤崎店を開店と被災地での店舗網の立て直しを進めた。
なお、震災からの復興と並行して、多層階の総合スーパーから食品スーパーに特化する形へ業態転換を進めた。
2014年（平成26年）10月4日にマエダ、マイヤ、おーばん、フレスコキクチの4社が経営統合を実施し、株式交換によりマークスホールディングスの完全子会社となった。

## 年表
- 1961年（昭和36年）
  - 6月3日 -  米谷淳（まいやきよし）が大船渡市大船渡町字茶屋前101-3で「米谷商事株式会社」を設立[2]。
  - 7月 - 社名を「株式会社主婦の店大船渡店」に変更[2]。
  - 9月2日 - 3階建のビルが完成して岩手県沿岸部初のスーパーマーケットを開店[広報 1]。
- 1966年（昭和41年）
  - 2月9日 - 綾里店を開店[18][注 1]。
- 1970年（昭和45年）
  - 4月16日[19] - 大船渡市盛町に盛店を開店[20][21]。
- 1972年（昭和47年）
  - 4月8日[22] - 旧映画館を改造して高田店を開店[広報 1]。
- 1974年（昭和49年）
  - 10月12日 - 中央店を開店[23]。
- 1977年（昭和52年）
  - 7月 - 陸前高田市に松原店を開店[24]。
- 1979年（昭和54年）
  - 5月 - CGCグループに加盟[広報 2]。
  - 10月 - 「株式会社マイヤ」に商号変更[広報 2]。既存店の看板は順次「主婦の店」から「マイヤ」に看板が変更された。
  - 12月15日[25] - 「大船渡ショッピングセンター」を開業[26]。（後のショッピングプラザマイヤ[20]）5階建の2代目の本店[広報 1]。
- 1980年（昭和55年）5月 - 配送センターを開設[広報 2]。
- 1981年（昭和56年）
  - 8月 - 株式会社及新から事業譲受し、釜石市に「株式会社釜石マイヤ」設立。設立時に中妻店、大槌店、大町店、鵜住居店、浜町店、只越店、釜石松原店の旧及新の店舗がマイヤに経営が移る。各店舗は順次「及新」から「マイヤ」に看板が変更された。
- 1988年（昭和63年）12月 - フレッシュセンターを開設し、寿司・弁当の製造を開始[広報 2]。
- 1989年（昭和64年・平成元年）
  - 6月 - （2代目）高田店を開店[広報 2][注 2]。
- 1991年（平成3年）
  - 9月 - 初代社長米谷淳が会長となり、米谷春夫が2代目社長に就任[広報 1]。
- 1992年（平成4年）
  - 8月 - ディスカウントストア・マックス立根店を開店[広報 2]。初のディスカウント業態店舗。
- 1993年（平成5年）
  - 4月 - 「株式会社釜石マイヤ」を吸収合併[広報 2]。
  - 4月 - 「マイヤ労働組合」を設立[広報 1]。
  - 10月 - 上閉伊郡大槌町のショッピングセンター「シーサイドタウンマスト」キーテナントとしてマスト店を開店[広報 2]。
- 1996年（平成8年）
  - 4月 - 本店内に併設していた本部を一部を除いて、独立した建物に移転。一部の本部機能は引き続き本店内に併設。ただし、本社の登記住所は後述の東日本大震災により本店が被災するまで本店の住所のままだった。[要出典]
- 1997年（平成9年）
  - 3月 - 内陸第一号店舗として、東磐井郡千厩町（現：一関市千厩町）に千厩店を開店[広報 2]。
  - 9月 - ロゴマークを変更[広報 1]。
- 1998年（平成10年）
  - 2月 - 県外一号店として、宮城県気仙沼市赤岩石兜にフードマックス気仙沼バイパス店を開店[広報 2]。
- 2001年（平成13年）
  - 1月 - 県央地域一号店として、盛岡市青山に青山店を開店[広報 2]。
- 2003年（平成15年）
  - 3月 - マックス立根店を閉鎖、スクラップ&ビルドを経て同年9月に「マイヤ大船渡インター店」として再オープン。
  - 9月 - 初代社長の米谷淳が死去[広報 1]。
- 2006年（平成18年）
  - 4月 - 倒産した陸前高田市のスーパー「あぶらや」[注 3]から店舗を譲受される形で、高田松原SCリプル内に[要出典]リプル店を開店[広報 1]。
  - 10月 - 初のネバフッド型ショッピングセンターとして仙北店を開店[広報 1]。
- 2007年（平成19年）12月 - 大船渡市と「災害時における応急生活物資調達協力協定」を締結[広報 1]。
- 2009年（平成21年）11月 - 経営悪化した釜石市の釜石共栄から店舗を譲受、サンパルク1階に入居してマイヤサンパルク店として開店。[要出典]
- 2010年（平成22年）
  - 8月 - 株式会社マークスを設立[29]。
  - 8月 - 花巻市のマルカンと株式会社フーズエムを設立して、「アルテマルカン桜台店」の食品部門を運営[広報 1]。
  - 9月 - 北上MDセンターを開設[広報 2]。
- 2011年（平成23年）
  - 3月11日 - 東日本大震災の被害により、陸前高田市の2店舗（高田店、リプル店）、大船渡市4店舗のうち3店舗（本店、中央店、綾里店）、大槌町のマスト店がそれぞれ全壊あるいは半壊で営業停止[12]。本部も被災して流失し[11]、大船渡インター店に仮本部を開設[12]。リプル店、中央店、綾里店は全壊であり、半壊となった本店と高田店も営業再開せずに2013年までに取り壊しされた。また、同年10月に花巻市石鳥谷町に石鳥谷店をオープンする予定だったが[30]、被災店舗の復旧が優先されたため、白紙となった。
  - 3月11日夕方 - 被害のなかった店舗で駐車場で営業を再開[10]。
  - 3月15日 - 陸前高田市の小学校で食料品の出張販売を開始[13]。
  - 3月28日 - 被災地出張販売と移動販売車への商品供給を開始[15]。
  - 3月29日 - 陸前高田にテントによる仮設販売所を開設し、営業開始[12]。
  - 4月 - パート・アルバイト約1,200名のうち約300名を一時解雇し、正社員約220名のうち50名を一時帰休[11]。
  - 4月 - 被災した本部を、旧さかり店の建物に移転[広報 1]。
  - 5月 - 株式会社マークスが事業活動を開始[31]。
  - 7月末 - 一時帰休した従業員の希望者全員を職場復帰[15]。
  - 8月4日 - 陸前高田市竹駒町滝の里1番に大和リースとの共同事業による仮設商業施設・滝の里店を開店[14]。陸前高田市での出張販売を終了。
  - 12月22日 - 大槌町のマスト店が営業再開[16]。
  - 12月27日 - 赤崎店を開店[16]。（デイリーポート大船渡店跡地に出店[32]）。
- 2012年（平成24年）
  - 7月 - 大船渡店を開店[15]。
  - 7月 - 東日本電信電話と伊藤忠テクノソリューションズと提携して大槌町にネットスーパーを開設[15]。
- 2013年（平成25年）
  - 4月 - 本社を大船渡市盛町に移転[広報 2]。
  - 7月 - 新ポイントカードを発行[広報 2]。
- 2014年（平成26年）10月4日 - マエダ、マイヤ、おーばん、フレスコキクチの4社が経営統合を実施し、株式交換によりマークスホールディングスの完全子会社となる[4]。
- 2015年（平成27年）4月 - フーズエムからアルテ桜台店の営業を譲受[広報 2]。
- 2016年（平成28年）6月 - 大船渡店を開店[29]。
- 2017年（平成29年）4月27日 - 陸前高田市の中心市街地に立地する「アバッセたかた」内に（3代目）高田店を開店[33]。
- 2018年（平成30年）
  - 2月9日 - 一関市に「マイヤ花泉店」を開店（市内2店舗目）[34]。
  - 6月 - 2代目社長の米谷春夫が会長となり、3代目社長に元いなげや取締役の井原良幸が就任[広報 1]。
- 2019年（平成31年・令和元年）
  - 5月31日 - 宮城県気仙沼市でスーパーマーケット事業を展開している株式会社片浜屋の全株式を取得し、完全子会社化[広報 3][注 4]。
  - 10月 - 米飯センターを開設[広報 2]。
  - 10月 - 片浜屋はまなす店を「マイヤ本吉はまなす店」として新装開店[広報 2]。
- 2020年（令和2年）
  - 10月1日 - 北上精肉プロセスセンターを開設[広報 4]。
- 2021年（令和3年）
  - 6月10日 - 奥州市に「マイヤ水沢店」を開店[広報 5]。
- 2025年（令和7年）
  - 3月27日 - 宮古市に「マイヤ宮古磯鶏店」を開店[35][広報 6]。
  - 6月 - 3代目社長の井原良幸が社長を退任、白石実が4代目社長に就任[広報 7]。

## 店舗

### 震災被害により閉店した店舗
- 大船渡ショッピングセンター[26] → ショッピングプラザマイヤ[20] → 本店（大船渡市大船渡町字茶屋前101[36]、1979年（昭和54年）12月15日開店[25]）

敷地面積約3,960m2、鉄骨鉄筋コンクリート造地上5階、延べ床面積約7,106m2 → 約9,031m2、店舗面積約4,579m2 → 約4,621m2（当社店舗面積約3,903m2）、駐車台数約200台。
5階建てで、東日本大震災では3階まで浸水したが、屋上に避難した従業員や近隣住民など59名が生き残った。
震災後に店舗は解体された。
- 中央店（大船渡市、1974年（昭和49年）10月12日開店[23]）
- 綾里店（大船渡市、1966年（昭和41年）2月9日開店[18]）
- リプル店（陸前高田市）：高田松原SCリプル内。2006年に、倒産した陸前高田市のスーパー「あぶらや」から店舗を譲受。
- （初代→2代目）高田店（陸前高田市、1972年（昭和47年）4月8日開店[22] - 閉店）

1989年（平成元年）6月28日に3階建てにリニューアルして2代目の高田店になる。2代目店舗はGMS業態で、衣類売り場を併設。東日本大震災では波に飲まれた市役所職員が3階の天井の骨組みに捕まって生き残ったほか、屋上に避難した従業員や近隣住民など13名が生き残った。
震災後に店舗は解体された。
2017年（平成29年）4月27日 - 陸前高田市の中心市街地に立地する「アバッセたかた」内に（3代目）高田店を開店。

### 閉店した店舗

#### 大船渡市
- （初代）大船渡店（大船渡市大船渡町字茶屋前101-3[39][40]、1961年（昭和36年）9月1日開店[40] - 閉店）

売り場面積2,330m2。
- さかり店（大船渡市盛町砂土場[41]、1970年（昭和45年）4月1日開店[41] - 閉店）

延べ床面積783m2、売り場面積587m2。
2008年に閉店、以降は倉庫として使用されていたが、東日本大震災で本部が被災したため、2011年（平成23年）4月に本部を移転した。

#### 陸前高田市
- 松原店（陸前高田市高田町本宿1-1[42]、1977年（昭和52年）7月17日開店[43] - 閉店）

延べ床面積650m2、売り場面積522m2。
- 滝の里店（陸前高田市竹駒町滝の里1番[14]、2011年（平成23年）8月4日開店[14] - 2014年（平成26年）12月閉店[広報 2]）

敷地面積約2400坪、建築面積約450坪、駐車台数約150台。
大和リースとの共同事業による仮設商業施設。現在は薬王堂が営業。
- 竹駒店（陸前高田市竹駒町十日市場[33]、2014年（平成26年）12月開店[広報 2] - 2017年（平成29年）4月18日閉店[33]）

平屋建て、売り場面積1,480m2。
仮設店舗であった滝の里店の隣接地に本節店舗として出店したが、同月27日に高田店をアバッセたかた内に出店するのに先だって閉店。現在はパチンコ店「カネマン」となっている。

#### 釜石市
浜町店、釜石松原店（釜石市）：元々は「及新」の店舗であり、マイヤへの経営譲渡後もマイヤで運営。釜石松原店は1991年8月に閉店、鵜住居店、浜町店、只越店は1993年にマスト店オープンに伴い閉店した。
- 只越店（釜石市只越町1-3-4[41]、1964年（昭和39年）4月1日開店[41]）

鉄筋コンクリート造2階建て、売場面積450m2
- 釜石松原店（釜石市松原町3-6-15[42]）
- 浜町店（釜石市浜町1-4-16[42]）

- 鵜住居店（釜石市鵜住居町16-69-1[42]、1968年（昭和43年）7月1日開店[41]）

売場面積198m2
鵜住居駅前
- 中妻店（釜石市中妻町3-2-21[42]、1980年（昭和55年）10月開店[26] - 閉店）

延べ床面積5,387m2、売り場面積2,124m2。
「合名会社釜石ビル」の建物に出店していた旧「オイシンマート中妻店」。マイヤへの経営譲渡後もマイヤで運営。釜石マイヤ吸収前は釜石マイヤの本部となっていた。1996年2月に閉店。閉店後、タケダスポーツが同建物に入居後、更地となり、現在はかっぱ寿司となっている。
- 大町店（釜石市大町2-8[41]、1970年（昭和45年）8月2日開店[41]）

延べ床面積686m2、売場面積515m2
元々は「及新」の店舗であり、マイヤへの経営譲渡後もマイヤで運営。2008年に釜石店オープンに伴い閉店。閉店後、みずかみ（遠野市）が取得し、「スーパーみずかみ大町店」として営業していたが、東日本大震災で建物流失。
- サンパルク店（釜石市、2009年（平成21年）11月開店[広報 2] - 閉店）

経営悪化した釜石共栄から2009年に店舗を譲受、サンパルク1階に入居。なお、建物は現在も釜石共栄の所有であり塔屋の釜石共栄のマークもそのまま。2015年8月末閉店。現在はマルイチが入居。

#### 上閉伊郡
- 大槌店（上閉伊郡大槌町大町6-14[47]、1963年（昭和38年）9月開店[46] - 閉店）

延べ床面積795m2、売り場面積722m2。
元々は「及新」の店舗であり、マイヤへの経営譲渡後もマイヤで運営。2008年に釜石店オープンに伴い閉店。閉店後、みずかみが取得し、「スーパーみずかみ大槌店」として営業していたが、東日本大震災で建物流失。

#### 気仙沼市
- （初代）気仙沼バイパス店（宮城県気仙沼市、1998年（平成10年）2月開店[広報 2] - 2017年（平成29年）1月8日[要出典]閉店[広報 2]）

2018年（平成30年）3月に（2代目）気仙沼バイパス店を開店。
現在はケーズデンキ気仙沼店が営業。
- 片浜屋 古町店（宮城県気仙沼市、1983年（昭和58年）4月開店[広報 8] - 2020年（令和元2年）1月31日閉店[広報 8]）
- 田中前店（宮城県気仙沼市田中前[広報 9]、1981年（昭和56年）7月開店[広報 9] - 2021年（令和3年）9月26日閉店[広報 9]）

「片浜屋病院前店」として開業して2018年（平成30年）4月に店名を「片浜屋田中前店」に変更し、2019年（令和元年）6月にマイヤグループ入りしてマイヤ田中前店となった。

## 業務提携
- アルテマルカン（花巻市）：2010年業務提携。
- びはん（山田町）：CGCグループ加盟店。東日本大震災で店舗が被災。復旧にあたってマイヤが支援しており、現在は仕入ルートを共通化している。また、びはんが製造する醤油製品が、一部のマイヤ店舗で販売されている。

### 注
1. ↑  綾里は初代社長、米谷淳の出身地である。淳は婿養子であり、旧姓は中島。淳の義父は元岩手県議会議員の米谷貫二。米谷家は陸前高田市気仙町に住居を構えていたが、2011年の東日本大震災で被災し同市竹駒町に転居している。[要出典]
2. ↑  初代の高田店の建物は閉鎖後も2002年までそのまま残ったままになっていて、その後は取り壊しを経て2代目の高田店の駐車場となった。また、初代社長の米谷淳が1991年に会長となってからは自宅が近い同店舗内に会長室を設置して、2003年に死去するまで同店舗に常駐していた。[要出典]
3. ↑  1950年（昭和25年）12月に設立された「株式会社あぶらや商店」（陸前高田市高田町大町10）は[27]、かつては本社と同所の「あぶらやスーパー大町店」（売場面積275m2）[28]と「デパート油屋駅前店」（陸前高田市高田町字並杉2-4[28]、1968年（昭和43年）11月開店[24]、延べ床面積1,860m2[24]、売場面積1,422m2[24]）を展開していた。
4. ↑  グループ入り当初に宮城県名取市にあった片浜屋ゆりがおか店は閉鎖。現在、片浜屋から施設を継承した店舗は本吉はまなす店のみである。[要出典]

#### 広報資料・プレスリリースなど一次資料
1. 1 2 3 4 5 6 7 8 9 10 11 12 13 14  “マイナビ2025 (株)マイヤ”.  マイナビ (2023年11月15日). 2024年1月28日閲覧。
2. 1 2 3 4 5 6 7 8 9 10 11 12 13 14 15 16 17 18 19 20 21 22 23  “企業情報”.   株式会社マイヤ. 2024年1月28日閲覧。
3. ↑  “「株式会社片浜屋」の全株式取得に 関する株式譲渡契約締結のお知らせ”.   株式会社マイヤ. 2024年1月28日閲覧。
4. ↑  “「マイヤ北上精肉プロセスセンター」稼働のお知らせ”.   株式会社マイヤ. 2024年1月28日閲覧。
5. ↑  “「マイヤ水沢店」開店のご案内”.   株式会社マイヤ. 2021年6月10日閲覧。
6. ↑  “「マイヤ宮古磯鶏店」開店のご案内”.   マイヤ (2025年3月). 2025年3月23日時点のオリジナルよりアーカイブ。2025年4月3日閲覧。
7. ↑  “代表取締役の異動及び役員人事のお知らせ”.   株式会社マイヤ. 2025年4月7日閲覧。
8. 1 2  “片浜屋 古町店. 閉店のご案内”.   株式会社マイヤ. 2024年1月28日閲覧。
9. 1 2 3 4  “「マイヤ田中前店（気仙沼市）」 閉店のお知らせ”.   株式会社マイヤ. 2024年1月28日閲覧。

## 関連会社
- 有限会社パブリックス